# ألكساندر دومينغيز
ألكساندر دومينجيز كارابالي (بالإسبانية: Alexander Domínguez Carabalí)‏ (مواليد 5 يونيو 1987)، هو لاعب كرة قدم إكوادوري يلعب مع نادي إل. دي. يو. كيتو في الدوري الإكوادوري لكرة القدم و‌منتخب الإكوادور لكرة القدم في مركز حراسة المرمى.

## مسيرته الكروية
لعب ألكساندر دومينغيز خلال مسيرته الاحترافية مع 4 أندية في خمسة عشر موسمًا ولم يسجل خلالها أي هدف ضمن 337 مباراة. ولم يفز بأي موسم بالكأس وفاز في موسمين بالدوري.
خاض ألكساندر دومينغيز مسيرته مع نادي إل. دي. يو. كيتو في موسم 2006 ليلعب معه أحد عشر موسمًا، مشاركًا في 285 مباراة ولم يسجل أي هدف. ثم انتقل إلى نادي مونتيري في موسم 2016–17 لمدة موسم واحد، حيث شارك في 9 مباريات ولم يسجل أي هدف أيضًا. لينتقل بعدها إلى نادي أتليتيكو كولون في موسم 2017–18 لمدة موسم واحد، مشاركًا في 27 مباراة ولم يسجل أي هدف أيضًا. ثم انتقل إلى نادي فيليز سارسفيلد في موسم 2018–19 ولمدة موسمين، مشاركًا في 16 مباراة ولم يسجل أي هدف أيضًا.

## روابط خارجية
- ألكساندر دومينغيز على موقع الاتحاد الدولي (مؤرشف)  (الإنجليزية)
- ألكساندر دومينغيز على موقع قاعدة بيانات كرة القدم.إي يو (الإنجليزية)
- ألكساندر دومينغيز على موقع ناشيونال فوتبول تيمز (الإنجليزية)
- ألكساندر دومينغيز على موقع Soccerway.com (الإنجليزية)
- ألكساندر دومينغيز على موقع عالم كرة القدم.نت (الإنجليزية)
- ألكساندر دومينغيز على موقع AS.com (الإسبانية)